# Egil Barfod
Egil Pagh Barfod (født 13. januar 1913, død 19. juli 1988) var medlem af partiet Dansk Samling og blev på opfordring af faldskærmschefen Flemming B. Muus sat til at reorganisere modstandsgruppen Holger Danske, da Mogens Staffeldt og hans bror Jørgen Staffeldt var blevet arresteret 16. februar 1944.
Egil Barfod blev arresteret natten til 6. december 1944. Han blev erstattet af ingeniør Hans Heister, der blev arresteret 5. februar 1945.